# Zvonimir Deranja
Zvonimir Deranja est un footballeur croate né le 22 septembre 1979 à Dubrovnik en Croatie. Il évolue au poste d'attaquant.

## Palmarès
- Champion de Croatie en 2001 et 2004 avec Hajduk Split
- Vainqueur de la Coupe de Croatie en 2000 et 2003 avec Hajduk Split
- Finaliste de la Coupe de Croatie en 2001 avec Hajduk Split

## Statistiques
Championnats :
- 64 matchs et 24 buts en Ligue 2
- 16 matchs et 1 but en 1re division belge

Coupes d'Europe :
- 4 matchs en Ligue des Champions
- 10 matchs et 2 buts en Coupe de l'UEFA